# Rewa (Fiji)
Rewa é uma das cinco províncias da Divisão Central, das Fiji. Faz parte de um conjunto de oito províncias que dividem a ilha de Viti Levu. É nesta província que se situa a maior cidade e capital do país, Suva.  